# Opilio potanini
Opilio potanini is een hooiwagen uit de familie echte hooiwagens (Phalangiidae).